# Alianza para la Unión de los Rumanos
La Alianza para la Unión de los Rumanos (en rumano: Partidul Alianța pentru Unirea Românilor) es un partido político que opera en Rumanía y Moldavia. Se fundó en 2019 antes de las elecciones locales y legislativas, que se celebraron en 2020. El presidente del partido es George Simion. 
El partido aspira a la unificación de todos los rumanos de Rumanía y las zonas vecinas con población rumana, incluyendo la unificación de Moldavia y Rumanía, y al apoyo de la diáspora rumana en otros países. Actualmente, es el segundo partido más grande en el parlamento rumano.

## Historia
El partido se estableció el 19 de septiembre de 2019. Posteriormente, el 1 de diciembre durante el Gran Día de la Unión de Rumanía, su líder, George Simion, dijo que el partido tenía la intención de participar en las elecciones locales y legislativas en 2020.
El 26 de junio de 2020, la AUR condenó el desinterés de las autoridades rumanas con respecto a los derechos de las minorías de los rumanos en Serbia y Ucrania y declaró que las apoyaría plenamente una vez que ingresara en el parlamento. Dos días después, la AUR también condenó el 80 aniversario de la anexión de Besarabia, Bucovina del Norte y la región de Hertza por parte de la Unión Soviética, declarando que "es nuestra obligación recuperar nuestro estado".
En las elecciones locales de ese año, la AUR ganó las alcaldías de las ciudades de Amara, Pufești y Valea Lungă. Sin embargo, en las elecciones legislativas  la AUR obtuvo un alto porcentaje de votos, siendo llamado como la "sorpresa" de Rumanía. Esto causó que aumentara la popularidad del partido en Internet.
El 15 de marzo de 2021, Simion anunció que la AUR tenía la intención de comenzar a operar en Moldavia . El 27 de marzo, el partido fue establecido en ese país, con Vlad Bilețchi como su lider. Esta sección del partido participaría en las elecciones parlamentarias celebradas en ese país el 11 de julio.

## Ideología
Según el sitio web del partido, el objetivo final de AUR es lograr la unificación de todos los rumanos dondequiera que se encuentren, en Bucarest, Iași, Timișoara, Chernivtsi, en el valle de Timok, Italia o España. Hay cuatro valores principales para el partido: familia, nación, fe cristiana y libertad.
Los representantes del partido se hicieron populares en las redes sociales como resultado de su posicionamiento en contra de las medidas tomadas por el gobierno durante la pandemia de COVID-19. Miembros líderes, como Diana Sosoaca, ganaron miles de seguidores al promover teorías de conspiración relacionadas con el COVID-19. El manifiesto del partido se opone al secularismo y condena el ateísmo, mientras que al mismo tiempo afirma que los cristianos son perseguidos en Rumania.
Para AUR, la familia es la célula básica de la sociedad y el matrimonio debe ser exclusivamente entre un hombre y una mujer.

## Resultados electorales

### Rumania

#### Elecciones presidenciales
|  | 13.86 % |

|  | 40.96 % |

#### Elecciones legislativas
| Elección | Cámara de Diputados | Cámara de Diputados | Cámara de Diputados | Senado    | Senado | Senado   | Posición | Estado    |
| Elección | Votos               | %                   | Asientos            | Votos     | %      | Asientos | Posición | Estado    |
| -------- | ------------------- | ------------------- | ------------------- | --------- | ------ | -------- | -------- | --------- |
| 2020     | 535.828             | 9,08                | 33/329              | 541.935   | 9,17   | 14/136   | 4º       | Oposición |
| 2024     | 1,665,143           | 18.01               | 64/329              | 1,694,705 | 18.30  | 28/136   | 2º       | Oposición |

### Moldavia

#### Elecciones legislativas
| Elección | Parlamento | Parlamento | Parlamento | Posición |
| Elección | Votos      | %          | Asientos   | Posición |
| -------- | ---------- | ---------- | ---------- | -------- |
| 2021     | 7,216      | 0,49       | 0/101      | 10°      |